# School Food Punishment
School Food Punishment（スクール フード パニッシュメント）は、内村友美(ボーカル)を中心とした、蓮尾理之(シンセサイザー)、山崎英明(ベース)、比田井修(ドラムス)からなる日本の男女4人組バンド。2004年に結成、2012年に解散した。
結成から2011年3月まで、バンド名の表記は各英単語の頭文字を小文字とする「school food punishment」としていたが、セカンドフェイズの始動に伴い、各頭文字が大文字の「School Food Punishment」に改めた。名前自体は、英単語の響きで音楽の世界観を表現しているため、特に深い意味はない。

## 概要

### バンド結成の経緯
一人で弾き語りのライブをやっていた内村が最初に組んだバンドは特に目標もなくやっていたので、ライブもやらなかった。その後、そのバンドからギタリストが抜けたときにキーボードを入れようと思った内村がメンバーを募集し、蓮尾がそれに応じてバンドに加入した。ファースト・アルバムをリリースした頃に片野が脱退したため、当時よく対バンをしていたバンドの比田井がサポート・ドラマーとしてライブを手伝うようになった。そしてセカンド・ミニアルバムの制作をサポートしていた頃に誘われ、正式メンバーとなった。またメジャーデビューの一年ほど前に上田が脱退、対バン相手から引き抜かれた山崎が加わった。

### 音楽性
内村が激しいギターが入っている曲を好まないこともあり、バンドとしての音の基本はギターではなくキーボードが担っており、蓮尾がリードギターという感覚であるとし、ギターは必要な時に入れればいいという考えを示している。

### 楽曲制作
曲作りは、基本的にまずスタジオで楽器隊（キーボード、ベース、ドラム）でセッションをするところから始める。10分から15分の間、3人があるモチーフやテーマに沿って、コードやリズムを一定で守りながら演奏するその横で、内村がその音から見える風景や感じ取ったものをノートに歌詞として書いて行く。仮の歌詞が出来上がると、その場で内村がそれをメロディに乗せて歌って基本のパターンを作る。それを各自が家に持ち帰って音作りをし、後日スタジオで合わせるという流れ。1曲丸々その方法で作るときもあれば、Aメロ、Bメロ、サビなどパートごとにやる場合もある。アレンジに関して全員が共通して大事にしていることは、皆が同じ方向へ行かないというバランス感覚。
その後、メジャー1stアルバム制作を機に、蓮尾がほぼ作り上げたものを用意してメンバーにディレクションしたり、サビのメロディを内村ではなく山崎が書いたものを使ったり、内村の作った弾き語りワンコーラス分のデモをプロデューサーの江口亮がアレンジを仕上げたりなど、曲作りの方法は多彩になる。アレンジ面でも、メンバー4人だけで仕上げるというこだわりが減り、曲をより良く聞いてもらうためならドラムを打ち込みにしたりストリングスを入れたりすることも受け入れられるようになった。

## メンバー

### 解散時のメンバー
- 内村友美（うちむら ゆみ、1983年9月6日 - ）
  - ボーカル・ギター・作詞担当。千葉県出身。血液型A型。
  - 好きなアーティスト：椎名林檎、空気公団、Spangle call Lilli line[12]
  - バンドを結成する以前は弾き語りでソロ活動を行っていた[13]。Spangle call Lilli lineの音楽に出会い、影響を受けたことにより、バンド結成に至る[13]。
  - もともとJ-POPが好きで、洋楽はほとんど聴いたことがなかった。小中学生の頃は5つ上の姉の影響でスチャダラパーを、高校生の頃は椎名林檎、Cocco、鬼束ちひろなどのいわゆるシンガーソングライターの曲をよく聴いた[8]。
  - バンド解散後は、活動休止中に結成したla la larksでプロデューサーの江口亮（Stereo Fabrication of Youth、MIM）やサポートギタリストの三井律郎（THE YOUTH、LOST IN TIME）とともに活動中。
- 蓮尾理之（はすお まさゆき、1983年2月7日 - ）
  - キーボード担当。新潟県出身。血液型B型。
  - 好きなアーティスト：Melt-Banana、アット・ザ・ドライヴイン[12]
  - 幼い頃からエレクトーンを習っていて、キーボードはそれからずっと続けている。小学生の時はアニメやテレビゲームの曲をコピーしていた。中学、高校生くらいから本格的に音楽を聴くようになり、それでニルヴァーナの大ファンになった。また高校時代にはまった映画『バッファロー'66』で流れてるプログレッシブ・ロックにもすごく惹かれた。高校三年くらいの時に出てきたアット・ザ・ドライヴインというバンドが、自分が好きな物が重なったような音楽をやっていたので、『これは“神”だ』と思った。[8]
  - 高校生の頃、なかなか良いバンドが作れずにいたときにメンバーを募集していたschool food punishmentに出会い、自分が目指していたアバンギャルドなこととメロディもしっかりあるポップミュージックとのバランスをしっかりと取れるバンドだと思って加入した[8]。
  - 解散後は他のアーティストのサポートを務めるほか、bonanzas、LAGITAGIDA、元BLEACHのミヤ率いる385（さんはちご）（2012年加入、2015年脱退）、ザ・ジェッジジョンソン（2013年加入、2016年末脱退）、SEAGULL SCREAMING KISS HER KISS HER（2014年加入）などのバンドで活動。2016年からはボーカルにAnnabelを迎えて新たにバンドsiraphを結成、ベースの山崎とともに活動中[14]。
- 山崎英明（やまさき ひであき、1974年12月4日 - ）
  - ベース・コーラス担当。鳥取県出身。血液型B型。
  - 好きなアーティスト：椎名林檎、RADWIMPS、GRAPEVINE[12]
  - scope（2002年脱退）、ワタナベ（2004年脱退）等の活動を経て、2008年加入。
  - GRAPEVINEや椎名林檎などのJ-POPがすごく好きで、メロディのようなベースラインや綺麗なコード感を好む[8]。
  - ベースを始めた頃はL'Arc〜en〜Cielのベースをよくコピーしていた。
  - 解散後はscopeのメンバーに復帰したほか、蓮尾とともに結成したsiraphで活動中。またヒグチアイ、Annabel、miwa、ポルノグラフィティなどのサポートベーシストとしても活動する。
- 比田井修（ひだい おさむ、1981年11月24日 - ）
  - ドラム担当。神奈川県出身。血液型B型。
  - 好きなアーティスト：Phish、小谷美紗子、松崎ナオ[12]
  - current of air（2008年に活動休止）のドラムと並行し、2007年加入。
  - 仲の良い友達がギタリストだったことがきっかけでドラムを始めた。専門学校のときに出逢って色々教えてもらったギタリストの講師がソウル・ミュージックをすごく好きだったので、そこに自身のドラム的なルーツがある[8]。
  - 現在は11台ドラムバンドDQSのメンバー。またOverTheDogs、Stereo Fabrication of Youth、緑黄色社会、結束バンド、つばきファクトリーのサポートメンバーとしても活動中。

### 旧メンバー
- 上田睦（うえだ あつし）
  - ベース担当。2008年脱退。
- 片野勝哉（かたの かつや）
  - ドラム担当。2007年脱退。

### サポートメンバー
- 椎名洋輔（しいな ようすけ）
  - ギター担当。元P2H、GAUCHEなどのバンドで活動。2010年のライブに参加。
- 名嘉真祈子（なか まきこ）
  - コーラス担当。トルネード竜巻のボーカルなどで活動。2010年のライブに参加。
- 三井律郎（みつい りつお）
  - ギター担当。THE YOUTH、LOST IN TIMEのメンバー。2011年のツアーに帯同。解散後は内村と共にla la larksで活動中。
- 山本健太（やまもと けんた）
  - キーボード担当。元オトナモードのメンバーであり、ASIAN KUNG-FU GENERATIONのライブでもサポートを務めたことがある。2011年のツアーに帯同。

## 来歴
※主に公式サイトを参照。

### インディーズ時代
2004年
- 10月、内村を中心に結成。
- 12月、初ライブを開催。主に新宿のライブハウスを中心に音楽活動を展開する。

2007年
- 4月、1stミニアルバム『school food is good food』でインディーズデビュー。アルバム・リリースに伴い、全国ツアーを行う。
- 9月、新宿Ｍotionにて初のワンマンライブを行う。
- 11月、2ndミニアルバム『air feel, color swim』をリリース。

2008年
- 1月から3月にかけて、2度目となる全国ツアー、そしてワンマンライブを行う。その後、FM802主催のライブイベント『MINAMI WHEEL 2008』や、J-WAVE主催のライブイベント『TOKYO REAL-EYES LIVE SUPERNOVA』に出演するなど、活動の幅を広げる。
- 12月、3rdミニアルバム『Riff-rain』をタワーレコード限定で先行リリース。タワーレコードJ-Indiesウィークリーチャートにて1位を記録、1週間で完売となる[12]。デジタルダウンロードによる配信限定シングルとして先行発表された収録曲「feedback」「二人海の底」は、テレビドラマ『女子大生会計士の事件簿』の主題歌に起用される。

2009年
- 1月14日、『Riff-rain』を全国リリースし、3度目の全国ツアーを行う。
- 2月21日、新宿MARZにて行われたワンマンライブ「Rain, refrain」で満員の250名を動員。
- 3月18日、『JUDY AND MARY 15th Anniversary Tribute Album』に「Brand New Wave Upper Ground」のカバーで参加[15]。

### メジャーデビュー
2009年
- 5月27日、1stシングル「futuristic imagination」でEPIC RECORDS JAPANよりメジャーデビュー。同曲はテレビアニメ『東のエデン』主題歌に起用された。
- 7月上旬にフランスのパリで開催された音楽、アニメ、マンガなどの日本の最新カルチャーを紹介する世界最大級のポップカルチャー・フェスティバル『Japan Expo 2009』に出演、観客は2日間の合計で1万人を数えた[16][17]。
- 7月22日、2ndシングル「butterfly swimmer」をリリース。花王のヘルシアスパークリングのCMソングとして使用された。
- 8月7日と8日、ロック・フェス「SUMMER SONIC 09」に全くの新人ながら東京・大阪両会場に出演[16]。
- 10月7日、3rdシングル「sea-through communication」をリリース。
- 12月2日、4thシングル「light prayer」をリリース。映画『東のエデン 劇場版I』主題歌に起用される。
- 12月29日、カウントダウンフェスティバル「COUNTDOWN JAPAN#09/10|COUNTDOWN JAPAN 09/10」に出演[16]。

2010年
- 3月10日、初の両A面シングル（5thシングル）「future nova/after laughter」をリリース。収録曲「future nova」が3月公開の映画『東のエデン 劇場版II』のオープニングテーマに、また「after laughter」が同エンディングテーマに同時抜擢される[18]。
- 4月14日、メジャー初のフルアルバム『amp-reflection』を発表。バンド初となるオリコンチャートトップ10入りを記録。
- 5月よりアルバムの発売を記念して、初の全国ワンマンツアーとなるライブハウスツアー「school food punishment 「amp-reflection」release tour "Switch"」を全国7ヶ所で開催。
- 8月7日、「ROCK IN JAPAN FESTIVAL 2010」に出演。
- 8月14日、「RISING SUN ROCK FESTIAVL 2010 in EZO」に出演。
- 9月22日、10月公開の筒井康隆作家生活50周年記念映画『七瀬ふたたび』のために書き下ろした映画主題歌「flashback trip syndrome -feat. Main Theme of "NANASE:The Phychic Wanderers"-」を配信限定でリリース。

### セカンドフェイズ
2011年
- 前年のアルバム『amp-reflection』のリリースとそれに伴うツアーの終了後、「flashback trip syndrome」のリリースを除いて半年以上にわたる実質的な活動休止期間に入っていた。この間、メンバー間で今後のバンドの方向性や音楽性についての意識の統一が図られ、2ndアルバムに向けた準備が進められた[19]。
- 3月、「School Food Punishment セカンドフェイズ、スタート」を標榜し、バンドロゴを「school food punishment」から「School Food Punishment」に改めて再始動。メンバーやスタッフの間でバンドのテーマやイメージを統一し、ビジュアルやアートワークについて一貫性を持たせるために視覚的なイメージのトータルプロデュースを行う人物をヘッドに置き、新たなビジュアルイメージを構築した[20][21]。
- 5月11日、セカンドフェイズ始動後初となる6thシングル「RPG」をリリース。
- 7月13日、メジャー2ndアルバム『Prog-Roid』をリリース。
- 9月11日より全国ツアー「School Food Punishment TOUR 2011 "Prog-Roid"」を全国6ヶ所で開催。

2011年
- 10月、歌手・声優の坂本真綾のシングル「Buddy」に表題曲の作曲と演奏で参加。
- 12月、7thシングル「How to go」をリリース。10月13日より放送のアニメ「UN-GO」のオープニングテーマに起用される。

### 活動休止〜解散
2012年
- 2月1日、無期限の活動休止を発表[4]。
- 6月11日、内村友美の脱退に伴い、解散[5]。

## ディスコグラフィー

### シングル
|     | 発売日        | タイトル                   | 規格       | 規格品番                      | 最高順位 |
| --- | ------------- | -------------------------- | ---------- | ----------------------------- | -------- |
| 1st | 2009年5月27日 | futuristic imagination     | CD+DVD     | ESCL-3201/2（初回生産限定盤） | 35位     |
| 1st | 2009年5月27日 | futuristic imagination     | CD         | ESCL-3203（通常盤）           | 35位     |
| 2nd | 2009年7月22日 | butterfly swimmer          | CD         | ESCL-3259                     | 60位     |
| 3rd | 2009年10月7日 | sea-through communication  | CD+DVD     | ESCL-3286（初回生産限定盤）   | 49位     |
| 3rd | 2009年10月7日 | sea-through communication  | CD         | ESCL-3288（通常盤）           | 49位     |
| 4th | 2009年12月2日 | light prayer               | CD+DVD     | ESCL-3334（初回生産限定盤）   | 31位     |
| 4th | 2009年12月2日 | light prayer               | CD         | ESCL-3336（通常盤）           | 31位     |
| 5th | 2010年3月10日 | future nova/after laughter | CD+DVD     | ESCL-3386（初回生産限定盤）   | 18位     |
| 5th | 2010年3月10日 | future nova/after laughter | CD         | ESCL-3388（通常盤）           | 18位     |
| 6th | 2011年5月11日 | RPG                        | CD+特典DVD | ESCL-3668（初回生産限定盤）   | 20位     |
| 6th | 2011年5月11日 | RPG                        | CD         | ESCL-3670（通常盤）           | 20位     |
| 7th | 2011年12月7日 | How to go                  | CD+特典DVD | ESCL-3781（初回生産限定盤）   | 18位     |
| 7th | 2011年12月7日 | How to go                  | CD+特典DVD | ESCL-3783（期間生産限定盤）   | 18位     |
| 7th | 2011年12月7日 | How to go                  | CD         | ESCL-3785（通常盤）           | 18位     |

### 配信限定シングル
|  | 発売日         | タイトル                                                                     | 備考         |
|  | -------------- | ---------------------------------------------------------------------------- | ------------ |
|  | 2008年12月10日 | feedback/二人海の底                                                          | インディーズ |
|  | 2010年9月22日  | flashback trip syndrome -feat. Main Theme of "NANASE:The Phychic Wanderers"- |              |

### アルバム
|     | 発売日        | タイトル       | 規格              | 規格品番                    | 最高順位 |
| --- | ------------- | -------------- | ----------------- | --------------------------- | -------- |
| 1st | 2010年4月14日 | amp-reflection | CD+特典CD+特典DVD | ESCL-3414（初回生産限定盤） | 9位      |
| 1st | 2010年4月14日 | amp-reflection | CD                | ESCL-3417（通常盤）         | 9位      |
| 2nd | 2011年7月13日 | Prog-Roid      | CD+特典DVD        | ESCL-3707（初回生産限定盤） | 14位     |
| 2nd | 2011年7月13日 | Prog-Roid      | CD                | ESCL-3709（通常盤）         | 14位     |

### 参加作品
- nextpop（2006年10月6日発売）
  - 「pool」収録
- JUDY AND MARY 15th Anniversary Tribute Album（2009年3月18日発売）
  - 「Brand New Wave Upper Ground」カバー
- 東のエデン オリジナル・サウンドトラック（2009年9月23日発売）
  - 「futuristic imagination」収録
- 劇場版 東のエデン オリジナル・サウンドトラック（2010年3月24日発売）
  - 「light prayer」「future nova -album edit-」「after laughter」収録
- 七瀬ふたたび オリジナル・サウンドトラック（2010年9月29日発売）
  - 「flashback trip syndrome -feat. Main Theme of "NANASE:The Phychic Wanderers"-」収録
- C オリジナル・サウンドトラック（2011年8月17日発売）
  - 「RPG (TVサイズ)」収録
- Buddy（坂本真綾、2011年10月19日発売）
  - 「Buddy」作曲・演奏

## 出版物
- band score school food punishment amp-reflection（シンコーミュージック・エンタテイメント、2010年9月25日）

## タイアップ
| 楽曲                        | タイアップ                                                  | 時期   |
| --------------------------- | ----------------------------------------------------------- | ------ |
| 「feedback」                | テレビドラマ「女子大生会計士の事件簿」オープニングテーマ    | 2008年 |
| 「二人海の底」              | テレビドラマ「女子大生会計士の事件簿」エンディングテーマ    | 2008年 |
| 「futuristic imagination」  | テレビアニメ「東のエデン」エンディングテーマ                | 2009年 |
| 「butterfly swimmer」       | 花王『ヘルシア スパークリング』CMソング                     | 2009年 |
| 「light prayer」            | 映画「東のエデン 劇場版I The King of Eden」主題歌           | 2009年 |
| 「future nova」             | 映画「東のエデン 劇場版II Paradise Lost」オープニングテーマ | 2010年 |
| 「after laughter」          | 映画「東のエデン 劇場版II Paradise Lost」エンディングテーマ | 2010年 |
| 「frashback trip syndrome」 | 映画『七瀬ふたたび』主題歌                                  | 2010年 |
| 「RPG」                     | アニメ「C」エンディングテーマ                               | 2011年 |
| 「How to go」               | アニメ「UN-GO」オープニングテーマ                           | 2011年 |

## 出演
- NIGHT CIRCLE（ZIP-FM『FIND OUT』枠内、2009年7月5日 - 終了）　※内村のみの出演。
- SPEAK OUT!（J-WAVE『TOKYO REAL-EYES』枠内、2010年1月1日 - 終了）

## ライブ
- school food punishment 「amp-reflection」 release tour "Switch"（2010年5月21日 - 6月11日、全国8公演）
- School Food Punishment TOUR 2011 "Prog-Roid"（2011年9月11日 - 10月8日、全国7公演）